# Saint-Denis-de-Mailloc
Saint-Denis-de-Mailloc è un comune francese di 306 abitanti situato nel dipartimento del Calvados nella regione della Normandia.

## Storia

### Simboli
È un'arma parlante basata sull'assonanza della parola francese maillet ("maglietto", "martello") con il toponimo Mailloc.

## Società

### Evoluzione demografica
Abitanti censiti